# Shutter Island
Shutter Island és un thriller psicològic estatunidenc estrenat el 2010, dirigit per Martin Scorsese i protagonitzat per Leonardo DiCaprio, basat en la novel·la amb el mateix nom de l'escriptor nord-americà Dennis Lehane. Amb crítiques molt favorables, la pel·lícula va tenir uns guanys econòmics de més de 294 milions de dòlars. S'ha doblat al català.

## Argument
Durant l'estiu de 1954, els agents Teddy Daniels (Leonardo DiCaprio) i Chuck Aulë (Mark Ruffalo), són enviats a una illa per investigar l'estranya desaparició d'una perillosa assassina, pacient de l'hospital psiquiàtric Ashecliffe. Quan arriben, s' adonen que el centre i l'illa guarden molts secrets.

## Repartiment
- Leonardo DiCaprio: Teddy Daniels
- Mark Ruffalo: el marshal Chuck Aule
- Ben Kingsley: Dr. John Cawley
- Emily Mortimer: Rachel Solando
- Michelle Williams: Dolores Chanal
- Max von Sydow: Dr. Jeremiah Naehring
- Jackie Earle Haley: George Noyce
- Patricia Clarkson: Ethel Barton
- Elias Koteas: Andrew Laeddis
- Ted Levine: el director
- John Carroll Lynch: el director adjunt McPherson
- Christopher Denham: Peter Breene
- Tom Kemp: Ward C Guard
- Ken Cheeseman: Doctor núm. 1
- Curtiss Cook: Trey Washington
- Joseph McKenna: Billings
- Gregory Seymore: Soldat núm. 1
- Robert Masiello: Doctor

## Producció
Els drets de la novel·la Shutter Island de Dennis Lehane van ser oferits per primer cop a Columbia Pictures l'any 2003. Com que Columbia Pictures no tenia intenció de posar en pràctica el projecte, Lehane va vendre'n els drets a Phoenix Pictures. Phoenix Pictures van contractar Laeta Kalogridis i, juntament, van estar treballant en la pel·lícula durant un any. El director Martin Scorsese i l'actor Leonardo DiCaprio es van sentir atrets pel projecte i també s'hi van sumar. La producció del film començaria, doncs, el 6 de març de l'any 2008.
Lehane es va inspirar, per la posada en escena de la pel·lícula, en un hospital situat a l'illa de Long Island, a Boston Harbor, que ja havia visitat de petit amb la seva família.
Shutter Island va ser principalment filmada a Massachusetts, i les escenes de flashback que apareixen ambientades en la Segona Guerra Mundial van ser rodades a la localitat de Taunton, pels seus edificis antics i tètrics del Whittenton Mills Complex, que servirien perfectament per recrear el camp de concentració de Dachau. El vell Medfield State Hospital de Medfield, també a Massachusetts, va ser un altre dels escenaris clau pels rodatge. Les escenes a l'oficina de Cawley es van rodar a la segona planta de la capella durant el vespre. Es va il·luminar el lloc amb llums artificials a través de les finestres perquè semblés que era el matí. l'equip volia filmar al Worcester State Hospital, però el fet que els edificis del voltant estiguessin en ruïnes per diverses demolicions va fer-ho impossible. Per a rodar l'escena de la cabina, en canvi, es va utilitzar el Borderland State Park d'Easton, Massachusetts. El rodatge va finalitzar el dia 2 de juliol de l'any 2008.
Originalment, Shutter Island havia de ser estrenada el dia 2 d'octubre de l'any 2009, però la Paramount Pictures va retrassar l'entrega del film fins al 19 de febrer de l'any 2010.

## Música
Shutter Island: Music from the Motion Picture va estrenar-se el dia 2 de febrer del 2010, per Rhino Records. La pel·lícula no compta amb una banda sonora original, sinó que el col·laborador habitual de Martin Scorsese, Robbie Robertson, va crear la banda sonora que s'inclouria al film a partir d'ajuntar material musical prèviament gravat.
Segons un comunicat oficial de la pàgina web de Paramount: "La col·lecció de música clàssica moderna va ser seleccionada minuciosament per Robertson, qui està orgullós dels resultats obtinguts".
A continuació, una llista de les cançons incloses en l'àlbum i que apareixerien en la pel·lícula:
Disc 1
1. "Fog Tropes" (Ingram Marshall) – (Orchestra of St. Lukes & John Adams)
2. "Symphony No. 3: Passacaglia – Allegro Moderato" (Krzysztof Penderecki) – (National Polish Radio Symphony & Antoni Wit)
3. "Music for Marcel Duchamp" (John Cage) – (Philipp Vandré)
4. "Hommage à John Cage" – (Nam June Paik)
5. "Lontano" (György Ligeti) – (Wiener Philharmoniker & Claudio Abbado)
6. "Rothko Chapel 2" (Morton Feldman) – (UC Berkeley Chamber Chorus)
7. "Cry" – (Johnnie Ray)
8. "On the Nature of Daylight" – (Max Richter)
9. "Uaxuctum: The Legend of the Mayan City Which They Themselves Destroyed for Religious Reasons – 3rd Movement" (Giacinto Scelsi) – (Vienna Radio Symphony Orchestra)
10. "Quartet for Strings and Piano in A Minor" (Gustav Mahler) – (Prazak Quartet)

Disc 2
1. "Christian Zeal and Activity" (John Adams) – (The San Francisco Symphony & Edo de Waart)
2. "Suite for Symphonic Strings: Nocturne" (Lou Harrison) – (The New Professionals Orchestra & Rebecca Miller)
3. "Lizard Point" – (Brian Eno)
4. "Four Hymns: II for Cello and Double Bass" (Alfred Schnittke) – (Torleif Thedéen & Entcho Radoukanov)
5. "Root of an Unfocus" (John Cage) – (Boris Berman)
6. "Prelude – The Bay" – (Ingram Marshall)
7. "Wheel of Fortune" – (Kay Starr)
8. "Tomorrow Night" – (Lonnie Johnson)
9. "This Bitter Earth"/"On the Nature of Daylight" – (Dinah Washington & Max Richter; Arrangement by Robbie Robertson)

## Gènere
Tot i ser una pel·lícula de drama costumista, Shutter Island té tocs relacionats amb les pel·lícules del gènere negre i amb les del gènere del terror, que es podrien considerar petits homenatges a l'obra cinematogràfica del gran director Alfred Hitchcock. Scorsese afirmava durant una entrevista que, mentre que la principal influència pel personatge de Teddy Daniels va ser el personatge que Dana Andrews representava a la pel·lícula Laura, també va ser molt influenciat per diverses pel·lícules de zombies de baix pressupost de la dècada dels anys 40, fetes pel director Val Lewton. L'argument de Shutter Island presenta semblances amb la pel·lícula de William Peter Blatty The Ninth Configuration, així com amb el mític film expressionista alemany El gabinet del Dr. Caligari, de Robert Wiene. La Croix va recalcar que aquesta pel·lícula era "complexa i intrigant", treball que havia heretat de gèneres tan diversos com el gènere fantàstic o el detectivesc i, sobretot, del gènere del thriller psicològic.
Pel que fa al final de la pel·lícula, quan Laeddis pregunta al Dr. Sheehan si seria millor viure com un monstre o morir com una bona persona -amb una frase que no apareix a la novel·la- hi ha hagut opinions molt diverses. Segons l'ajudant expert en psicologia de Martin Scorsese, el professor James Gilligan, de la New York University, aquestes paraules signifiquen que el protagonista se sent tan culpable que no vol seguir vivint, i que no cometrà suïcidi però tampoc impedirà que els altres el matin. Dennis Lehane, per altra banda, va afirmar que ell creia que es tractava d'un "flash momentani", un moment de lucidesa barrejat entre totes les al·lucinacions del personatge.

## Estrena
La pel·lícula estava programada per ser estrenada per Paramount Pictures als Estats Units i al Canadà el dia 2 d'octubre de 2009. Tot i així, Paramount anunciaria més tard que la data d'estrena seria ajornada fins al dia 19 de febrer de l'any 2010. Aquest canvi en la data d'estrena es va atribuir al fet que la Paramount no tingués el pressupost necessari, al fet que Leonardo DiCaprio no hagués estat capaç de promocionar la pel·lícula internacionalment i a la hipòtesi que la Paramount estava esperant que l'economia millorés del 2009 al 2010.
La pel·lícula va ser premiada al 60è Berlin International Film Festival el 13 de febrer de l'any 2010. La distribuidora espanyola Manga Films va distribuir el film per Espanya després de guanyar una guerra d'ofertes que va arribar a la quantitat de 8 milions de dòlars.

### Rebuda de la crítica
A Rotten Tomatoes, Shutter Island està valorada amb un 68% de rating, valoració basada en 241 crítiques, amb una mitja de 6.6 sobre 10 en puntuació. La crítica de la mateixa pàgina afirma que "segurament no es tracta de la millor obra de Martin Scorsese, però Shutter Island representa un dels thrillers més controvertits del director, on aquest es mostra més desinhibit." A la pàgina de Metacritic, la pel·lícula va rebre una puntuació bastant alta, de 63 punts sobre 100, basada en 37 crítiques, que indicaven "generalment valoracions favorables".
Lawrence Toppman del The Charlotte Observer li va donar a la pel·lícula una puntuació màxima (4/4 estrelles), i ho va justificar dient: "Després de quatre dècades, Martin Scorsese s'ha guanyat el dret de donar un tractament simple a un tema simple amb estil." Escrivint pel The Wall Street Journal, John Anderson va elogiar la pel·lícula, afirmant que "la pel·lícula requereix ser vista diverses vegades per adonar-se que es tracta d'una obra d'art. El seu procés és més important que la seva història, la seva estructura té més importància que els gairebé superficials girs del seu guió. És un thriller, una història de crims i una paràbola de tortura psicològica sobre la culpa col·lectiva." Valorant la pel·lícula amb 3 etsrelles i mitja sobre 4, Rogert Ebert, del Chicago Sun-Times, va escriure: "la pel·lícula va sobre atmosfera, senyals ominosos, l'erosió de la confiança de Teddy i, fins i tot, de la seva identitat. Tot això està fet amb un comandament perfecte per part de la direcció. Scorsese té por d'evocar i ho fa amb moltes notes."
Roger Moore, del The Orlando Sentinel, que li va donar al film 2 estrelles i mitja de les quatre possibles, escrivia: "no és una pel·lícula dolenta, i tenint en compte que Scorsese és el millor director nord-americà viu i com la història del cinema ensenya, fins i tot Hitchcock va tenir moments no tan bons en la seva carrera. Mira-ho tú mateix." Dana Stevens, de Slate, va descriure la pel·lícula com "un film estèticament i, a vegades intel·lectualment, excitant i complicat, però no inclou els espectadors emocionalment en cap moment." La crítica de pel·lícules del The Washington Post Ann Hornadey la va descriure negativament com "una pel·lícula estranya". Finalment, A. O. Scott, del The New York Times, va escriure a la seva crítica sobre la pel·lícula que era "terrible".

### Taquilla
Shutter Island va aconseguir la primera posició en la taquilla nord-americana després de la seva estrena, amb 41 milions de dòlars, segons les estimacions dels estudis. Aquesta pel·lícula va suposar el major èxit de taquilla pel director Martin Scorsese en tota la seva carrera. La pel·lícula es va mantenir en la primera posició de taquilla també durant el segon cap de setmana posterior a la seva estrena, amb un recapte de 22,2 milions de dòlars. Finalment, la pel·lícula va obtenir uns guanys totals de 294,803,014 milions de dòlars arreu del món, i va resultar la segona pel·lícula amb més guanys econòmics a nivell internacional de Martin Scorsese.

### Edicions a la venda
Shutter Island va sortir a la venda en DVD i en Blu-ray el dia 8 de juny de l'any 2010 als Estats Units, i el dia 2 d'agost del 2010 al Regne Unit. El llançament al Regne Unit va constar de dues edicions: una edició estàndard i una edició limitada.

## Premis i nominacions[32]

### National Board of Review, USA (2010)
- Millor producció - Dante Ferretti
- Millors 10 pel·lícules

### Satellite Awards(2010)
- Millor fotografia - Robert Richardson (nominació)
- Millor so (edició) - Philip Stockton, Eugene Gearty, Tom Fleischman, Petur Hliddal (nominació)
- Millor edició - Thelma Schoonmaker (nominació)
- Millor direcció artística i Millor producció - Dante Ferretti, Max Biscoe, Robert Guerra, Christina Ann Wilson (nominació)

### Chicago Film Critics Association Awards (2010)
- Millor fotografia - Robert Richardson (nominació)

### Awards Circuit Community Awards (2010)
- Millor direcció artística
- Menció Honorífica
- Millor actor protagonista - Leonardo DiCaprio (nominació)
- Millor fotografia - Robert Richardson (nominació)
- Millor guió adaptat - Laeta Kalogridis (nominació)

### Casting Society of America, USA (2010)
- Millor casting en una pel·lícula dramàtica d'alt pressupost (nominació)

### Golden Schmoes Awards (2010)
- Millor actor de l'any - Leonardo DiCaprio (nominació)
- Millor pel·lícula de terror de l'any (nominació)

### Italian National Syndicate of Film Journalists (2010)
- Millor director no-europeu - Martin Scorsese (nominació)

### Italian Online Movie Awards (IOMA) (2010)
- Millor actor protagonista - Leonardo DiCaprio
- Millor fotografia (nominació)
- Millor director - Martin Scorsese (nominació)

### Las Vegas Film Critics Society Awards (2010)
- Millor edició - Thelma Schoonmaker (nominació)

### Phoenix Film Critics Society Awards (2010)
- Millor fotografia (nominació)
- Millor edició - Thelma Schoonmaker (nominació)

### San Diego Film Critics Society Awards (2010)
- Millor producció - Dante Ferretti
- Millor guió adaptat - Laeta Kalogridis (nominació)
- Millor fotografia - Robert Richardson (nominació)

### Scream Awards (2010)
- Millor "Scream-Play" (guió) - Laeta Kalogridis
- Millor actor de terror - Leonardo DiCaprio (nominació)
- Millor actor secundari - Ben Kingsley (nominació)
- Millor actor secundari - Mark Ruffalo (nominació)
- Millor pel·lícula de terror (nominació)
- Millor director - Martin Scorsese (nominació)

### Teen Choice Awards (2010)
- Choice Movie Actor: Horror/Thriller - Leonardo DiCaprio
- Choice Movie: Horror/Thriller (nominació)
- Choice Movie Actress: Horror/Thriller - Michelle Williams (nominació)

### Utah Film Critics Association Awards (2010)
- Millor fotografia - Robert Richardson (nominació)

### Village Voice Film Poll (2010)
- Millor actor - Leonardo DiCaprio (nominació)

### AARP Movies for Grownups Awards (2011)
- Millor actor secundari - Ben Kingsley (nominació)

### Academy of Science Fiction, Fantasy & Horror Films, USA (2011)
- Millor producció - Dante Ferretti (nominació)
- Millor actor - Leonardo DiCaprio (nominació)
- Millor actor secundari - Mark Ruffalo (nominació)
- Millor director - Martin Scorsese (nominació)
- Millor pel·lícula de terror/thriller (nominació)

### Alliance of Women Film Journalists (2011)
- Millor edició - Thelma Schoonmaker (nominació)
- Millor guionista femenina - Laeta Kalogridis (nominació)
- "Actress Defying Age and Ageism" - Patricia Clarkson (nominació)

### Central Ohio Film Critics Association (2011)
- Actor de l'any - Leonardo DiCaprio (nominació)

### Cinema Audio Society, USA (2011)
- Outstanding Achievement in Sound Mixing for Motion Pictures - Petur Hliddal, Tom Fleischman (nominació)

### Empire Awards, UK (2011)
- Millor thriller (nominació)

### Fangoria Chainsaw Awards (2011)
- Millor actor protagonista - Leonardo DiCaprio (nominació)
- Millor actor secundari - Jackie Earle Haley (nominació)

### Gold Derby Awards (2011)
- Millor actor protagonista - Leonardo DiCaprio (nominació)
- Millor direcció artística - Dante Ferretti, Francesca Lo Schiavo (nominació)

### International Cinephile Society Awards (2011)
- Millor producció - Dante Ferretti (nominació)

### Online Film & Television Association (2011)
- Millor fotografia - Robert Richardson (nominació)
- Millor producció - Dante Ferretti (nominació)
- Millor maquillatge i perruqueria - Christine Fennell, Jerry Popolis, Patricia Regan, Manlio Rocchetti (nominació)
- Millor edició de so - Tom Fleischman, Frank Kern, Douglas Murray (nominació)

### Online Film Critics Society Awards (2011)
- Millor fotografia - Robert Richardson (nominació)

### Visual Effects Society Awards (2011)
- Outstanding Models and Miniatures in a Feature Motion Picture - Matthew Gratzner, Scott Schneider, Adam Gelbart, Richard Ewan (nominació)